# Kurt Pesl
Kurt (Kurt Waldemar) Pesl (* 21. Juni 1925 in Weida; † 23. Februar 2012 ebenda) war ein deutscher Maler, Grafiker und Designer.

## Leben und Werk
Pesl machte bis 1942 in Weida eine Lehre als Dekorationsmaler. Er nahm dann als Soldat der Wehrmacht am Zweiten Weltkrieg teil und war bis 1949 in Kriegsgefangenschaft.
Von 1950 bis 1954 studierte er bei Walter Münze an der Fachschule für Angewandte Kunst in Leipzig. Von 1954 bis 1957 arbeitete er als Designer für Druckstoffe. Daneben macht er eine Weiterbildung im Ostberliner Institut für Bildende Kunst. Von 1957 bis 1970 war er künstlerischer Leiter verschiedener Entwurfsateliers. Er war auch Lehrbeauftragter für die Ausbildung von Musterzeichnern für die Textilindustrie. 1974 begann er neben dieser Tätigkeit mit freier Malerei. Ab 1980 arbeitete er freischaffend als Maler und Grafiker in Weida.
Er nahm u. a. 1983 und 1987 an Pleinairs teil, die sich der Landschaft und dem Wismut-Bergbau bei Ronneburg widmeten. Dabei angefertigte Bilder erwarb die Wismut AG für ihre große Kunstsammlung. Bis 1989 leitete Pesl außerdem einen Mal- und Zeichenzirkel. 1999 rief er mit Eberhard Dietzsch und Peter Geist (* 1956) das Symposium SATHÜR Handzeichnungen aus Sachsen und Thüringen ins Leben, das abwechselnd in Glauchau und Weida stattfindet.
Pesl hatte in der DDR und nach der deutschen Wiedervereinigung eine bedeutende Anzahl von Einzelausstellungen und Ausstellungsbeteiligung. Werke Pesels befinden sich u. a. in der Kunstsammlung der Wismut GmbH Chemnitz.
Die Tochter Pesls, Sigrid Schubert-Pesl (* 1957), ist Malerin und Grafikerin.

## Mitgliedschaften
- 1980 bis 1990: Verband Bildender Künstler der DDR
- ab 1990 Bundesverband Bildender Künstlerinnen und Künstler und
- Verband Bildender Künstler Thüringen e.V. (vbkth)

## Rezeption
„Daher drängt es ihn auch immer wieder zu naturalistischen Studien, aber mittendrin kippt das Abbildhafte in Amorphes, und er schreibt, schabt, kratzt, spritzt, übermalt und lässt sich auf diese Weise ‚andere Bilder‘ kommen, die er nun weiterführt. Am Ende bleiben nur noch Rest-Posten, Über-Reste, Relikte von der Gegenstandswelt übrig, während es sich drumherum unheimlich ballt. Gesteigert hat sich also die Heil-Dunkel-Spannung, das Zwielichtige, Stimmungsvolle, Bedrohliche, Rätselhafte, Andeutungsreiche, das durch die Phantasie des Betrachters ergänzt werden will. Also das Bild auch als dramatische Bewegung von Färb- und Formenergien mit lauernden Natur- einschlüssen: Bildnachrichten aus einer Vergänglichkeit, Vanitashinweise ...“
Die Saalfelder Kunstwissenschaftlerin Dr. Maren Kroneck

## Werke (Auswahl)
- Selbstbildnis (Öl, 1975)[3]
- Gewitter über Feld (1983; Kunstsammlung der Wismut GmbH)[4]
- Tagebaulandschaft (1987; Kunstsammlung der Wismut GmbH)[5]
- Bergbaulandschaft (1996; Kunstsammlung der Wismut GmbH)[6]
- Reko vor Ort (1996; Kunstsammlung der Wismut GmbH)[7]
- Blick auf Ronneburg (1996; Kunstsammlung der Wismut GmbH)[8]

### Zeichnungen
- Der Maler Horst Sakulowski (Grafit, 1981)[9]
- Vor Ort (Zeichnung, 1996; Kunstsammlung der Wismut GmbH)[10]
- Der Steiger (1987; Kunstsammlung der Wismut GmbH)[11]

## Ausstellungen der letzten Jahre (unvollständig)

### Einzelausstellungen
- 1991: Neu-Isenburg, Hugenottenhalle
- 2010: Weida, Osterburg
- 2010: Auerbach/Vogtland, Göltzschtalgalerie Nikolaikirche
- 2015: Weida, Osterburg (mit Sigrid Schubert-Pesl)
- 2012: Gera, Kleintierpraxis Lohse/Reige

#### Postum
- 2020: Weida, Osterburg (Malerei und Grafik)